# Židovský hřbitov v Olšanech
Židovský hřbitov v Olšanech, založený v polovině 18. století, se nachází v remízku v poli východně od vsi napravo od silnice na Heřmaneč. Je chráněn jako kulturní památka České republiky. Podobně jako většina židovských pohřebišť leží odlehleji od obce. V tomto případě u silnice na Heřmaneč. Hřbitůvek není rozměrný, čtvercového půdorysu se zbytky obvodového zdiva vstupní budovy (branky, která mohla sloužit i ke kratší promluvě během pohřbu).  Rozhodně se nedochoval ve své původní podobě. Traduje se (jako žel u většiny židovských pohřebišť - viz níže), že byl těžce poškozen nacisty. To je ovšem pouze  „urban story“, často a ráda omílaná. Daleko větším škůdcem židovských hřbitovů byl teprve shánlivý sedlák z dob komunistického opanování pohraničí. Proti tradovanému „poškození nacisty“ svědčí mimochodem víceméně nepoškozené obelisky rodiny Jelinek v nejvyšší hřbitovní řadě, které by se jinak obětí vandalů staly asi jako první.
Mírně svažitý terén je rozdělen do osmi řad, rozhodně však neobsahuje všechny macejvy. V každé z dnes patrných řad objevíme dlouhé mezery, které mohly být původně osazeny stélami. Matriky většiny hřbitovů na Dačicku, díky nimž bychom si mohli „umírání“ na Dačicku ověřit spolehlivěji, se nedochovaly (možná byly během záboru Sudet převezeny do Rakous) Novodobá paměť pak sahá, žel, pouze do devadesátých let minulého století, kdy se začíná s laickou a později i odbornou revitalizací již značně zdevastovaného (a možná i oloupeného) pohřebiště. 
Průchozí kamenná márnice se až na zbytky obvodového zdiva nedochovala. V době 2. světové války byl velmi poškozen nacisty. 
Kromě Olšan jsou v epitafech  výslovně zmíněny lokality Studená a Strmilov, dále pak Batelov, Brtnice, Kardašova Řečice, Luksei (?), Neustädtel, Pečín, Police, Rudolec a Velká Lhota. Ne všechny jsou místem pobytu, ale mohou to být také místa původu zesnulého nebo jeho předků.
Najdeme zde rodinná jména  Bienenfeld, Freund, Hahn, Kollman (těch je mnoho v Šafově), Lichtenfeld, Mundstein a Munk, po ženské linii Rein, Roubíček, Seidner a Schulz. Nejhojněji je však zastoupena právě rodina Jelinek přinejmenším alespoň z části (jak dokládají eulogie) usedlá v Olšanech. Listinné prameny jsou kusé, neznáme tedy jejich „civilní“ působení, rozhodně však patří mezi nejvýznačnější reprezentanty náboženské obce. Právě proto by stálo za to, podrobněji probádat její význam a působení.  Protože všechny jelínkovské eulogie vynikají kultivovaností, barokní květnatosti, jsou rytmické a  často koncipované formou kryptogramu. Nechybí ani chronogram. Je to také rodina, která v Olšanech zůstává i ve dvacátém století a pohřbívá zde až do roku 1938.